# Elección presidencial de Chile de 1932
La elección presidencial de Chile de 1932 se realizó el 30 de octubre, de forma simultánea con las elecciones parlamentarias. Esta se llevó a cabo por orden del presidente interino, don Abraham Oyanedel Urrutia, quien había asumido el gobierno del país tras la renuncia del coronel Bartolomé Blanche, quien a su vez, había tomado el mando de Chile al derrocar a la República Socialista, una institucionalidad implementada por diversos miembros del socialismo chileno, hacia el 4 de junio de 1932 tras la caída de Montero, que tuvo una efímera existencia. 
Las elecciones de 1932 fueron convocadas de urgencia para retornar la institucionalidad a Chile, perdida hacia la abdicación de Carlos Ibáñez del Campo, en 1931, que desde entonces no se había podido desempeñar un período presidencial completo y el último presidente elegido democráticamente había sido derrocado a mitad de año por el socialismo.
El ganador fue el liberal Arturo Alessandri Palma, quien regresó a La Moneda tras gobernar entre 1920 y 1925.

## Candidaturas
Arturo Alessandri se presentó como candidato con el apoyo de liberales y radicales, siendo esta la misma plataforma política que lo sostuvo durante los días más complejos de su primer mandato. Sus objetivos de campaña se centraron en retomar la estabilidad política perdida desde el año 1925 y combatir la profunda crisis económica que atravesaba el país. Ni los liberales democráticos (que levantaron la candidatura de Enrique Zañartu Prieto), ni los conservadores (que postularon a Héctor Rodríguez de la Sotta), pudieron contrarrestar la poderosa influencia del exmandatario. 
Zañartu Prieto, liberal antialessandrista conocido por su participación en los ataques contra la FECH en la Guerra de don Ladislao, representaba al Partido Liberal Democrático y a otros sectores que eran adherentes de la ya desaparecida República Parlamentaria y que participaron en política durante la dictadura de Ibáñez. 
Rodríguez de la Sotta representaba al Partido Conservador, colectividad que en esta ocasión prefirió no pactar con un liberalismo influenciado por Alessandri. 
Luego del surgimiento y caída de la República Socialista, la figura de Marmaduke Grove apareció como una alternativa para diversos sectores de la izquierda chilena. Apoyado por la Nueva Acción Pública y otros grupos socialistas revolucionarios, realizó una campaña no exenta de problemas. Tiempo antes de la elección fue deportado a Isla de Pascua, ausentándose de gran parte del proceso. 
Los comunistas postularon a Elías Lafertte, quien tenía como objetivo superar la magra votación obtenida en la elección anterior.

## Resultados

### Nacional
|  | 54,79 % |

|  | 17,74 % |

|  | 13,76 % |

|  | 12,50 % |

|  | 1,20 % |

### Por provincia
| Candidato                                 | Candidato                    | Tarapacá  | Tarapacá  | Antofagasta | Antofagasta | Atacama    | Atacama    | Coquimbo | Coquimbo | Aconcagua  | Aconcagua  | Santiago | Santiago |
| ----------------------------------------- | ---------------------------- | --------- | --------- | ----------- | ----------- | ---------- | ---------- | -------- | -------- | ---------- | ---------- | -------- | -------- |
|                                           | Arturo Alessandri Palma      | 7066      | 77,49 %   | 11 115      | 80,42 %     | 3173       | 67,28 %    | 6366     | 47,12 %  | 22 726     | 46,55 %    | 36 716   | 42,38 %  |
|                                           | Marmaduke Grove Vallejo      | 1284      | 14,08 %   | 1357        | 9,82 %      | 740        | 15,69 %    | 2114     | 15,65 %  | 16 576     | 33,95 %    | 28 618   | 33,03 %  |
|                                           | Héctor Rodríguez de la Sotta | 58        | 0,63 %    | 457         | 3,31 %      | 135        | 2,86 %     | 1381     | 10,22 %  | 5764       | 11,81 %    | 13 172   | 15,2 %   |
|                                           | Enrique Zañartu Prieto       | 507       | 5,56 %    | 319         | 2,31 %      | 647        | 13,72 %    | 3559     | 26,34 %  | 3204       | 6,56 %     | 7225     | 8,34 %   |
|                                           | Elías Lafertte Gaviño        | 204       | 2,24 %    | 574         | 4,15 %      | 21         | 0,45 %     | 91       | 0,67 %   | 551        | 1,13 %     | 912      | 1,05 %   |
| Total de votos válidos                    | Total de votos válidos       | 9119      | 99,56 %   | 13 822      | 99,62 %     | 4716       | 99,14 %    | 13 511   | 99,95 %  | 48 821     | 99,92 %    | 86 643   | 99,35 %  |
| Votos nulos y en blanco                   | Votos nulos y en blanco      | 40        | 0,44 %    | 53          | 0,38 %      | 41         | 0,86 %     | 7        | 0,05 %   | 38         | 0,08 %     | 567      | 0,65 %   |
| Total de sufragios emitidos               | Total de sufragios emitidos  | 9159      | 100 %     | 13 875      | 100 %       | 4757       | 100 %      | 13 518   | 100 %    | 48 859     | 100 %      | 87 210   | 100 %    |
| Candidato                                 | Candidato                    | Colchagua | Colchagua | Talca       | Talca       | Maule      | Maule      | Ñuble    | Ñuble    | Concepción | Concepción | Biobío   | Biobío   |
|                                           | Arturo Alessandri Palma      | 12 906    | 57,53 %   | 7660        | 51,42 %     | 8160       | 55,78 %    | 9888     | 56,04 %  | 18 658     | 69,59 %    | 8766     | 62,37 %  |
|                                           | Marmaduke Grove Vallejo      | 1651      | 7,36 %    | 670         | 4,5 %       | 242        | 1,65 %     | 375      | 2,13 %   | 2847       | 10,62 %    | 642      | 4,57 %   |
|                                           | Héctor Rodríguez de la Sotta | 5769      | 25,72 %   | 3892        | 26,13 %     | 2592       | 17,72 %    | 3213     | 18,21 %  | 2449       | 9,13 %     | 1442     | 10,26 %  |
|                                           | Enrique Zañartu Prieto       | 2015      | 8,98 %    | 2396        | 16,08 %     | 3614       | 24,71 %    | 4011     | 22,73 %  | 1987       | 7,41 %     | 3140     | 22,34 %  |
|                                           | Elías Lafertte Gaviño        | 93        | 0,41 %    | 279         | 1,87 %      | 20         | 0,14 %     | 159      | 0,9 %    | 871        | 3,25 %     | 64       | 0,46 %   |
| Total de votos válidos                    | Total de votos válidos       | 22 434    | 100 %     | 14 897      | 99,81 %     | 14 628     | 100 %      | 17 646   | 99,99 %  | 26 812     | 99,83 %    | 14 054   | 100 %    |
| Votos nulos y en blanco                   | Votos nulos y en blanco      | 0         | 0 %       | 29          | 0,19 %      | 0          | 0 %        | 1        | 0,01 %   | 45         | 0,17 %     | 0        | 0 %      |
| Total de sufragios emitidos               | Total de sufragios emitidos  | 22 434    | 100 %     | 14 926      | 100 %       | 14 628     | 100 %      | 17 647   | 100 %    | 26 857     | 100 %      | 14 054   | 100 %    |
| Candidato                                 | Candidato                    | Cautín    | Cautín    | Valdivia    | Valdivia    | Llanquihue | Llanquihue | Chiloé   | Chiloé   |            |            |          |          |
|                                           | Arturo Alessandri Palma      | 16 833    | 65,02 %   | 11 996      | 61,7 %      | 3097       | 53,39 %    | 2788     | 58,6 %   |            |            |          |          |
|                                           | Marmaduke Grove Vallejo      | 1692      | 6,54 %    | 1977        | 10,17 %     | 65         | 1,12 %     | 6        | 0,13 %   |            |            |          |          |
|                                           | Héctor Rodríguez de la Sotta | 2759      | 10,66 %   | 1393        | 7,17 %      | 1622       | 27,96 %    | 1109     | 23,31 %  |            |            |          |          |
|                                           | Enrique Zañartu Prieto       | 4469      | 17,26 %   | 3945        | 20,29 %     | 992        | 17,1 %     | 855      | 17,97 %  |            |            |          |          |
|                                           | Elías Lafertte Gaviño        | 134       | 0,52 %    | 130         | 0,67 %      | 25         | 0,43 %     | 0        | 0 %      |            |            |          |          |
| Total de votos válidos                    | Total de votos válidos       | 25 887    | 99,99 %   | 19 441      | 99,67 %     | 5801       | 99,98 %    | 4758     | 99,69 %  |            |            |          |          |
| Votos nulos y en blanco                   | Votos nulos y en blanco      | 1         | 0,004 %   | 64          | 0,33 %      | 1          | 0,02 %     | 15       | 0,31 %   |            |            |          |          |
| Total de sufragios emitidos               | Total de sufragios emitidos  | 25 888    | 100 %     | 19 505      | 100 %       | 5802       | 100 %      | 4773     | 100 %    |            |            |          |          |
| Fuente: Dirección del Registro Electoral. |                              |           |           |             |             |            |            |          |          |            |            |          |          |

## Consecuencias
Con el triunfo de Alessandri se recuperó la estabilidad política, la democracia y comenzó a funcionar ampliamente la Constitución de 1925, carta fundamental impulsada justamente por él. La victoria del "León de Tarapacá" también implicó la unidad del liberalismo, la que finalmente se concretó en una convención en 1933. Tiempo después, los conservadores ingresarían al gobierno, consolidando así la estructura tradicional de la derecha que se pudo observar en elecciones posteriores.
En la izquierda, el segundo lugar de Grove sirvió de plataforma para la fundación del Partido Socialista de Chile en 1933 y para la formación de pequeñas coaliciones como el Block de Izquierda. Para los comunistas, en cambio, la derrota fue más dura ya que desde estas presidenciales hasta las de 1999 no presentaron candidatos provenientes de sus filas, entregando su respaldo a radicales, socialistas o independientes.
La llamada tercera posición no estuvo representada en esta elección, ya que Carlos Ibáñez del Campo estaba alejado de la actividad política. A pesar de esto, durante los años posteriores surgieron movimientos inspirados en el fascismo europeo, siendo el más destacado el Movimiento Nacional-Socialista de Chile.